# Microcharis annua
Microcharis annua är en ärtväxtart som först beskrevs av Milne-redh., och fick sitt nu gällande namn av Brian David Schrire. Microcharis annua ingår i släktet Microcharis och familjen ärtväxter. Inga underarter finns listade i Catalogue of Life.